# Tom Browning
Pour les articles homonymes, voir Tom Browning (homonymie) et Browning.
Thomas Leo Browning, dit Tom Browning (né le 28 avril 1960 à Casper, Wyoming et mort le 19 décembre 2022 à Union, Kentucky) est un lanceur gaucher de baseball ayant évolué dans les Ligues majeures de 1984 à 1995.
Il joue toute sa carrière, à l'exception de deux parties, pour l'équipe des Reds de Cincinnati, qu'il représente une fois au match des étoiles et avec qui il remporte la Série mondiale 1990. Le 16 septembre 1988, le gaucher Browning lance le 12e match parfait de l'histoire des Ligues majeures de baseball.

## Carrière
Tom Browning est drafté au 9e tour de sélection par les Reds de Cincinnati au repêchage amateur de juin 1982. Il fait ses débuts dans le baseball majeur avec Cincinnati le 9 septembre 1984 et à ce premier match, où il est lanceur partant face aux Dodgers à Los Angeles, il remporte sa première victoire. 
Après trois parties jouées pour les Reds en fin de saison 1984, Browning dispute sa saison recrue en 1985 et effectue 38 départs et passe 261 manches et un tiers au monticule, terminant l'année avec 20 victoires contre 9 défaites et une moyenne de points mérités de 3,55. Il lance 6 matchs complets dont 4 blanchissages. Il est le premier lanceur de première année à connaître une saison de 20 victoires depuis Bob Grim des Yankees de New York en 1954. Il termine aussi la saison avec une séquence de 11 décisions gagnantes consécutives. Il termine 6e au vote annuel pour le trophée Cy Young, remis au meilleur lanceur de la Ligue nationale et gagné cette année-là par Dwight Gooden. C'est la seule fois de sa carrière qu'il sera honoré d’une telle nomination. Browning voit lui échapper le prix de la recrue de l'année en Ligue nationale, terminant deuxième au vote derrière Vince Coleman des Cardinals de Saint-Louis. 
En 1986, Browning est le lanceur effectuant le plus de départs (39) dans le baseball majeur. Il remporte 14 victoires contre 13 défaites avec une moyenne de points mérités de 3,81. Après une saison 1987 difficile (moyenne de 5,02 et dossier victoires-défaites de 10-13), il revient en force avec 18 gains contre seulement 5 revers en 1988 et sa moyenne de points mérités (3,41) la moins élevée jusque-là dans sa carrière. Le 6 juin 1988, Browning lance un match complet et un blanchissage face aux Padres à San Diego et rate de peu un match sans point ni coup sûr lorsque, avec deux retraits nécessaires pour mettre fin au match, il accorde un simple à Tony Gwynn. Mais le 16 septembre 1988, Tom Browning passe à l'histoire au Riverfront Stadium de Cincinnati alors qu'il retire dans l'ordre les 27 frappeurs des Dodgers de Los Angeles, réussissant le 12e match parfait en 113 saisons de baseball majeur. Au terme d'un duel de lanceurs avec Tim Belcher, les Reds gagnent le match 1-0 grâce à un point non mérité produit par Chris Sabo en sixième manche, et Browning termine la partie avec 7 retraits sur des prises. Il retire le frappeur suppléant Tracy Woodson sur trois prises pour compléter son exploit. Il est le premier lanceur gaucher à réussir un match parfait depuis Sandy Koufax des Dodgers en 1965, le premier artilleur des Reds à réaliser un match sans coup sûr depuis Tom Seaver en 1978 et le premier gaucher des Reds avec un match sans coup sûr depuis Clyde Shoun en 1944. Browning termine la saison avec 5 parties complètes de 9 manches, dont deux jeux blancs.
En 1989 et 1990, Browning remporte chaque fois 15 matchs, subissant 12 et 9 défaites respectivement. Il présente en 1989 sa meilleure moyenne de points mérités (3,39) en carrière et réussit 9 matchs complets dont deux blanchissages. Participant pour la première fois aux séries éliminatoires en 1990, Browning est choisi comme lanceur partant de son équipe pour les deuxième et cinquième parties de la Série de championnat de la Ligue nationale. Il n'accorde qu'un point aux Pirates de Pittsburgh pour une victoire à sa première sortie avant d'encaisser la défaite à son match suivant. Les Reds avancent en Série mondiale 1990 et renversent les Athletics d'Oakland, pourtant favoris. Browning est le lanceur gagnant du troisième match, présenté à Oakland. 
Browning lance plus de 200 manches pour les Reds chaque saison de 1985 à 1991, sauf en 1987. Il honore en 1991 son unique sélection au match des étoiles. 
Des blessures limitent son temps de jeu et il joue un total de 44 parties pour 241,2 manches lancées avec Cincinnati de 1991 à 1994. Le 7 juillet 1993, lors d'une visite des Reds au Wrigley Field de Chicago, il quitte l'abri des joueurs de son équipe et grimpe, portant toujours son uniforme, sur le toit d'un édifice adjacent au stade des Cubs, où les supporteurs se réunissent pour regarder la partie. La facétie amuse toutefois moins le manager des Reds, Davey Johnson, qui met son joueur à l'amende pour 500 dollars.
1994 est sa dernière saison avec les Reds et elle prend fin le 9 mai à San Diego lorsque, pendant la sixième manche, il se fracture le bras gauche en lançant à Archi Cianfrocco et s'effondre au monticule. Il tente un retour au jeu avec les Royals de Kansas City en 1995 mais ne lance que deux parties, encaissant deux défaites. À son avant-dernier match le 14 mai, il enregistre contre Greg Myers des Angels de la Californie son 1000e retrait sur des prises en carrière. Il est de l'entraînement de printemps des Royals en 1996 mais n'est pas retenu par le club et prend sa retraite.
Tom Browning a joué 302 parties dans les Ligues majeures de baseball, 300 comme lanceur partant et deux comme lanceur de relève. Il compte 300 parties jouées pour les Reds de Cincinnati. Gagnant de 123 matchs en carrière contre 90 défaites, il affiche une moyenne de points mérités à vie de 3,94 en 1921 manches lancées, avec 31 matchs complets dont 12 blanchissages et 1000 retraits sur trois prises.
En 2006, Tom Browning est intronisé au Temple de la renommée des Reds de Cincinnati.
En 2008, Browning est entraîneur des lanceurs des Mustangs de Billings, un club des ligues mineures de baseball pour laquelle il avait joué en 1982. En 2009, il est entraîneur des lanceurs des Mudcats de la Caroline, autre équipe des mineures affiliée aux Reds. En 2012, il est instructeur des lanceurs chez les Dragons de Dayton.
Browning meurt le 19 décembre 2022 dans sa résidence de la ville d'Union dans le Kentucky à l'âge de 62 ans.